# Zaviralec proteaz
Zaviralci proteaz ali proteazni zaviralci (oznaka ATC: J05AE) so skupina učinkovin za zdravljenje ali preprečevanje virusnih okužb, vključno z okužbami z virusom HIV in virusom hepatitisa C. Preprečujejo virusno podvojevanje, tako da zavrejo delovanje encima proteaze (npr. proteaze HIV-1, ki cepi nastajajoče beljakovine, ki se nato združujejo in tvorijo virione).
Doslej so razvili oziroma so v fazi razvoja proteazni zaviralci za naslednje virusne okužbe:
- HIV/aids (z značilno končnico -navir): protiretrovirusni zaviralci proteaz (amprenavir, atazanavir, darunavir, fosamprenavir, indinavir, lopinavir, nelfinavir, ritonavir, sakvinavir, tipranavir ...)[1][2]
- hepatitis C (z značilno končnico -previr): asunaprevir, boceprevir, grazoprevir, paritaprevir, simeprevir, telaprevir ...[2]:26

Kot pri antibiotikih obstaja tveganje za pojav odpornih mutiranih virusov. Za zmanjšanje tega tveganja se običajno uporablja več različnih protivirusnih zdravil hkrati, ki delujejo na različne tarče.

## Protiretrovirune učinkovine
| Ime           | Zaščiteno ime       | Podjetje                | Patent (ZDA) | Opombe |
| sakvinavir    | Fortovase, Invirase | Hoffmann–La Roche       | 5196438      | Gre za prvi proteazni zaviralec, ki ga je odobrila FDA (6. 12. 1995). |
| ritonavir     | Norvir              | Abbott Laboratories     | 5541206      | - |
| indinavir     | Crixivan            | Merck & Co.             | 5413999      | - |
| nelfinavir    | Viracept            | Agouron Pharmaceuticals | 5484926      | - |
| amprenavir    | Agenerase           | GlaxoSmithKline         | 5585397      | FDA je zdravilo odobrila 15. 4. 1999 kot šestnajstno protiretrovirusno zdravilo. Agenerase je bil prvi proteazni zaviralec, ki se jemlje dvakrat dnevno in ne vsakih 8 ur. Zdravilo so prenehali proizvajati decembra 2004, ker ga je nadomestil fosamprenavir.                                |
| lopinavir     | Kaletra             | Abbott                  | -            | Na trgu je le v kombinaciji z ritonavirjem. |
| atazanavir    | Reyataz             | Bristol-Myers Squibb    | -            | FDA ga je odobrila 20. 6. 2003 kot prvega zaviralca proteaze z enkrat dnevnim režimom jemanja. Predstavlja tudi manjše tveganje za pojav lipodistrofije in povišanih vrednosti holesterola kot neželenih učinkov. Prav tako ne prihaja do navzkrižne rezistence z drugimi zaviralci proteinaz. |
| fosamprenavir | Lexiva, Telzir      | GlaxoSmithKline         | -            | Gre za predzdravilo amprenavirja. FDA ga je odobrila 20. 10. 2003. V telesu se presnovi do aktivne oblike: amprenavirja. S tem se podaljša biološka razpoložljivost učinovine in odmerjanje je zato na daljše časovne razmike.                                                                 |
| tipranavir    | Aptivus             | Boehringer-Ingelheim    | -            | - |
| darunavir     | Prezista            | Tibotec                 | -            | FDA je zdravilo odobrila 23. 6. 2006. Prezista je s strani OARAC-a priporočeno zdravljenje za okužene mladostnike in odrasle (tako za predhodno zdravljene kot nezdravljene) |

## Učinkovine proti okužbam s praživalmi
Potekajo raziskave za uporabo zaviralcev proteaz, sicer namenjenim zdravljenju okužbe s HIV-om, tudi za zdravljenje okužb s praživalmi, in sicer malarije in gastrointestinalnih protozoalnih okužb:
- Kombinacija ritonavirja in lopinavirja je pokazala določeno stopnjo učinkovitosti proti giardiozi.[4]
- Sakvinavir, ritonavir in lopinavir izkazujejo učinkovitost proti malariji.[5]
- Zaviralec serinske proteaze je v raziskavah na miših ozdravil Chagasovo bolezen.[6]

## Delovanje proti raku
Potekajo raziskave o ugotavljanju potencialne uporabe zaviralcev proteaz pri zdravljenju raka. Na primer nelfinavir in atazanavir ubijeta rakave kulture v petrijevkah. Učinek na ljudeh še ni bil raziskan, so pa raziskave na miših pokazale, da nelpinavir zavira rast tumorjev.